# Malemort-du-Comtat
Pour les articles homonymes, voir Malemort (homonymie).
Malemort-du-Comtat est une commune française située dans le département de Vaucluse, en région Provence-Alpes-Côte d'Azur.
Ses habitants sont les Malemortais et les Malemortaises.

## Géographie
| - OpenStreetMap Limite communale |

La commune est située à la fin des gorges de la Nesque, côté ouest, entre Carpentras et le monts de Vaucluse.
| Mazan    |                    | Blauvac  |
|          | Malemort-du-Comtat |          |
| Venasque |                    | Méthamis |

### Sismicité
Les cantons de Bonnieux, Apt, Cadenet, Cavaillon et Pertuis sont classés en zone Ib (risque faible). Tous les autres cantons du département de Vaucluse, dont celui de Mormoiron dont dépend la commune, sont classés en zone Ia (risque très faible). Ce zonage correspond à une sismicité ne se traduisant qu'exceptionnellement par la destruction de bâtiments.

### Hydrographie
La Nesque passe sur la commune. L'on peut remarquer au niveau du bourg de nombreuses fontaines et lavoirs.

### Climat
Pour des articles plus généraux, voir Climat de Provence-Alpes-Côte d'Azur et Climat de Vaucluse.
En 2010, le climat de la commune est de type climat méditerranéen franc, selon une étude du Centre national de la recherche scientifique s'appuyant sur une série de données couvrant la période 1971-2000. En 2020, Météo-France publie une typologie des climats de la France métropolitaine dans laquelle la commune est exposée à un climat méditerranéen et est dans la région climatique  Provence, Languedoc-Roussillon, caractérisée par une pluviométrie faible en été, un très bon ensoleillement (2 600 h/an), un été chaud (21,5 °C), un air très sec en été, sec en toutes saisons, des vents forts (fréquence de 40 à 50 % de vents > 5 m/s) et peu de brouillards. 
Pour la période 1971-2000, la température annuelle moyenne est de 13,3 °C, avec une amplitude thermique annuelle de 17,6 °C. Le cumul annuel moyen de précipitations est de 733 mm, avec 6 jours de précipitations en janvier et 2,9 jours en juillet. Pour la période 1991-2020, la température moyenne annuelle observée sur la station météorologique de Météo-France la plus proche, « Carpentras », sur la commune de Carpentras à 10 km à vol d'oiseau, est de 14,7 °C et le cumul annuel moyen de précipitations est de 665,5 mm. 
La température maximale relevée sur cette station est de 44,3 °C, atteinte le 28 juin 2019 ; la température minimale est de −15,4 °C, atteinte le 7 janvier 1985,,. 
Les paramètres climatiques de la commune ont été estimés pour le milieu du siècle (2041-2070) selon différents scénarios d'émission de gaz à effet de serre à partir des nouvelles projections climatiques de référence DRIAS-2020. Ils sont consultables sur un site dédié publié par Météo-France en novembre 2022.

#### Le mistral
Dans cette commune qui produit des ventoux (AOC), aucun vigneron ne se plaint du mistral, même violent, car celui-ci a des avantages bénéfiques pour le vignoble. Appelé le « mango-fango », le mangeur de boue, il élimine toute humidité superflue après les orages, dégage le ciel et lui donne sa luminosité, préserve les vignes de nombre de maladies cryptogamiques et les débarrasse d'insectes parasites.

## Urbanisme

### Typologie
Au 1er janvier 2024, Malemort-du-Comtat est catégorisée bourg rural, selon la nouvelle grille communale de densité à sept niveaux définie par l'Insee en 2022.
Elle est située hors unité urbaine. Par ailleurs la commune fait partie de l'aire d'attraction de Carpentras, dont elle est une commune de la couronne,. Cette aire, qui regroupe 21 communes, est catégorisée dans les aires de 50 000 à moins de 200 000 habitants,.

### Occupation des sols
L'occupation des sols de la commune, telle qu'elle ressort de la base de données européenne d’occupation biophysique des sols Corine Land Cover (CLC), est marquée par l'importance des territoires agricoles (69,9 % en 2018), en diminution par rapport à 1990 (75,5 %). La répartition détaillée en 2018 est la suivante : 
cultures permanentes (53,2 %), zones agricoles hétérogènes (15,9 %), zones urbanisées (8 %), milieux à végétation arbustive et/ou herbacée (7,9 %), mines, décharges et chantiers (7,4 %), forêts (6,8 %), terres arables (0,7 %). L'évolution de l’occupation des sols de la commune et de ses infrastructures peut être observée sur les différentes représentations cartographiques du territoire : la carte de Cassini (XVIIIe siècle), la carte d'état-major (1820-1866) et les cartes ou photos aériennes de l'IGN pour la période actuelle (1950 à aujourd'hui).

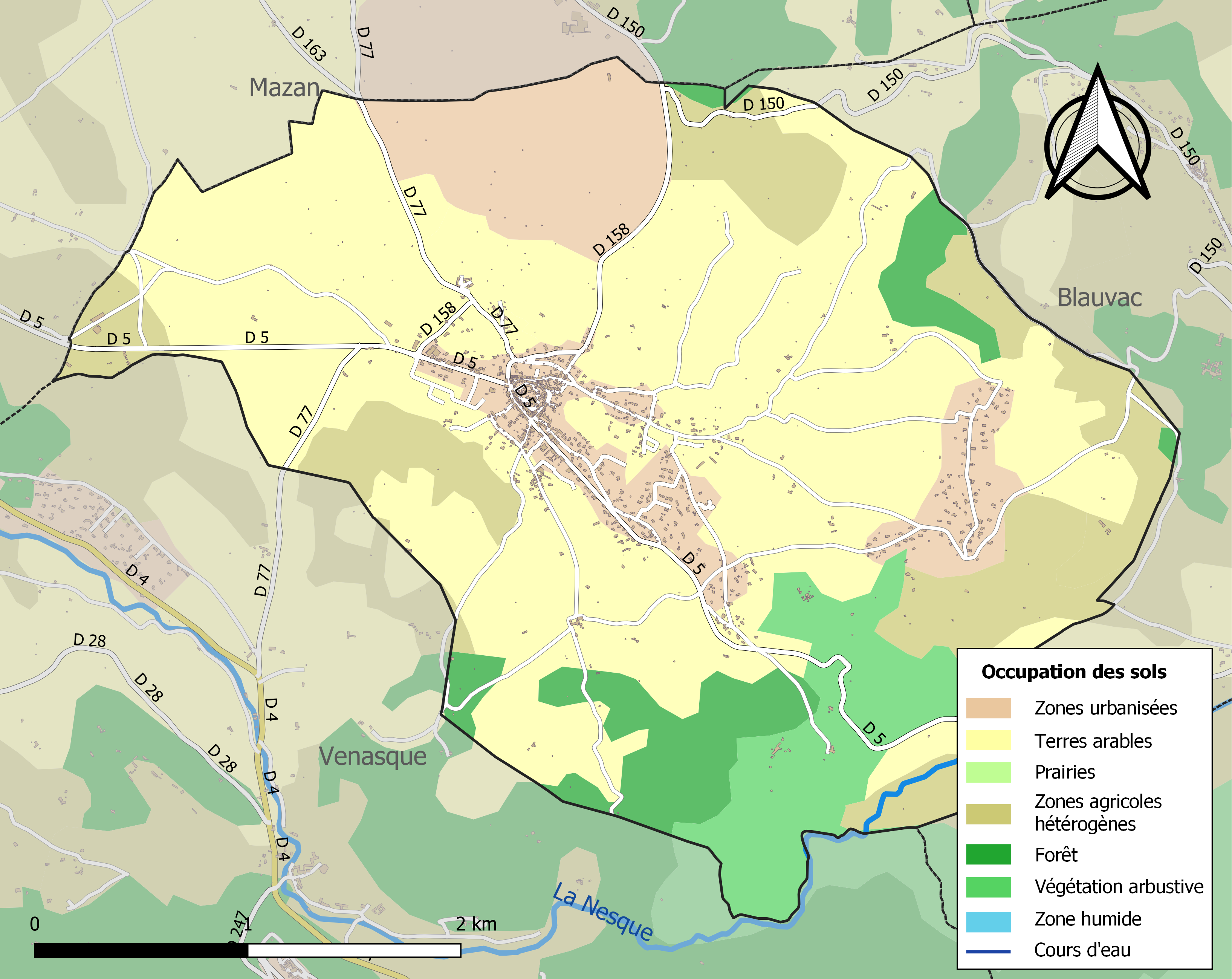
Carte des infrastructures et de l'occupation des sols de la commune en 2018 (CLC).

## Toponymie
Une légende locale voudrait que l'origine du nom de Malemort-du-Comtat provienne du fait que, lors d'une bataille au moment des Grandes Invasions, les locaux furent tous tués à l'exception d'une dame et d'un coq. Le nom « Malemort » viendrait donc de « mauvaise mort ».

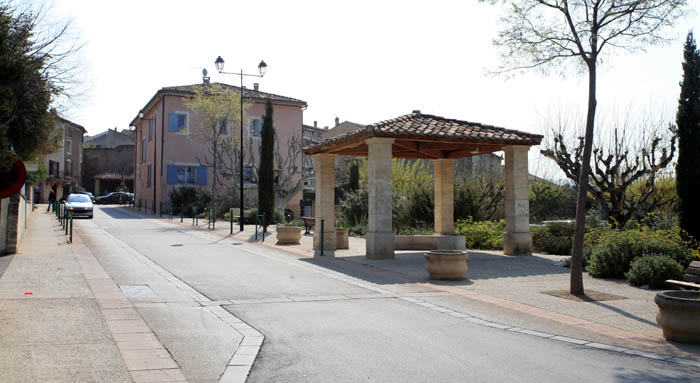
Avenue du Docteur-Tondut.

Un texte du XIIe siècle, soit plusieurs siècles après la fameuse bataille, mentionne la « paroisse de Malemortis ».
Le village s'est aussi appelé « Malemort-les-Fontaines » en raison des nombreux lavoirs et fontaines que le village possède. Il a finalement pris le nom de Malemort-du-Comtat pour se différencier du Mallemort qui se situe dans les Bouches-du-Rhône.

## Histoire

### Préhistoire et Antiquité
Des vestiges de peuplement datant du Néolithique (environ 5 000 ans avant notre ère), ont été trouvés surs les sites de Bonnefont et de Lagardy. Le château Unang et ses alentours se sont révélés très riches en vestiges du Néolithique, de l'âge de bronze, et de la colonisation romaine. Le nom du château lui vient d'ailleurs de la villa gallo-romaine qui fut édifiée ici et qui était nommée illa Unango.

### Moyen Âge
Au moment des Grandes Invasions, une importante bataille décime la population locale. Quelques décennies plus tard, en 875, Charles, roi de Provence-Viennois, donnait à Jean, évêque de Carpentras, la villa Unango avec ses dépendances, esclaves, terres et vignes.
Une nouvelle mention fut faite du village quand, en 1160, Raymond V, comte de Toulouse et marquis de Provence, octroya contre 2 000 sous, à l'évêque Raymond de Carpentras, le château de Venasque et ses dépendances dont Malemort et la Villa S. Felice (château Saint-Félix).
En 1348, la Peste Noire toucha plus de la moitié des Malemortais. Au XIIe siècle, la cité fut fortifiée par des remparts qui s'épaulaient à onze tours et s'ouvraient par trois portes toujours visibles.

### Renaissance
La population eut plus de chance lors des épidémies suivantes en 1587 et 1628-1629.

### Période moderne
La commune fut à nouveau fortement touchée par la peste de 1720. Aujourd'hui encore, dans le village, se trouve la rue l'Endroune. Passage qui permettait aux pestiférés de sortir du village afin de se rendre aux maladreries de Villes-sur-Auzon ou de Ratonneau.
Cette rue avait été créée pour séparer les pestiférés du reste de la population. Au détour d'une balade aux alentours du village, on peut également trouver des restes du mur de la peste créé à cette occasion.
Le 12 août 1793 fut créé le département de Vaucluse, constitué des districts d'Avignon et de Carpentras, mais aussi de ceux d'Apt et d'Orange, qui appartenaient aux Bouches-du-Rhône, ainsi que du canton de Sault, qui appartenait aux Basses-Alpes.

### Période contemporaine
En 1900, pour la première fois apparait l’appellation côtes-du-ventoux. Ce baptême a lieu pour un repas de noce. Sur le menu est calligraphié vins des Côtes du Ventoux et des Crans. Ces vins sont tous millésimés et datés de 1870, 1890 et 1895, soit des vins vieux de 5 à 30 ans. C'est à partir de 1939  que les vignerons du secteur constituent un syndicat des vins du Ventoux. Grâce à leur action, leurs vins sont classés en vin délimité de qualité supérieure (VDQS) dès 1953 puis accèdent enfin à l’AOC le 27 juillet 1973.

### Héraldique
| Blason de Malemort-du-Comtat | Les armes peuvent se blasonner ainsi : Gironné d'or et de sable de douze pièces, à l'écusson d'or au coq de gueules, brochant en abîme sur le tout. Devise : ortus a morte (né de la mort). |

Si l'emblème du village est un coq, c'est parce qu'il semblerait que lors d'une bataille, il fut, avec une dame, le seul rescapé du village.

## Politique et administration
| Période                                  | Période   | Identité      | Étiquette | Qualité     |
| ---------------------------------------- | --------- | ------------- | --------- | ----------- |
| mars                                     | mars 1995 |               |           |             |
| mars 1995                                | En cours  | Ghislain Roux | PRG       | Agriculteur |
| Les données manquantes sont à compléter. |           |               |           |             |

## Démographie
L'évolution du nombre d'habitants est connue à travers les recensements de la population effectués dans la commune depuis 1793. Pour les communes de moins de 10 000 habitants, une enquête de recensement portant sur toute la population est réalisée tous les cinq ans, les populations de référence des années intermédiaires étant quant à elles estimées par interpolation ou extrapolation. Pour la commune, le premier recensement exhaustif entrant dans le cadre du nouveau dispositif a été réalisé en 2007.

En 2022, la commune comptait 1 952 habitants, en évolution de +11,61 % par rapport à 2016 (Vaucluse : +1,73 %, France hors Mayotte : +2,11 %).
| 1793  | 1800  | 1806  | 1821  | 1831  | 1836  | 1841  | 1846  | 1851  |
| ----- | ----- | ----- | ----- | ----- | ----- | ----- | ----- | ----- |
| 1 133 | 1 122 | 1 209 | 1 360 | 1 559 | 1 539 | 1 531 | 1 576 | 1 559 |

| 1856  | 1861  | 1866  | 1872  | 1876  | 1881  | 1886 | 1891 | 1896 |
| ----- | ----- | ----- | ----- | ----- | ----- | ---- | ---- | ---- |
| 1 521 | 1 446 | 1 350 | 1 247 | 1 191 | 1 084 | 973  | 939  | 897  |

| 1901 | 1906 | 1911 | 1921 | 1926 | 1931 | 1936 | 1946 | 1954 |
| ---- | ---- | ---- | ---- | ---- | ---- | ---- | ---- | ---- |
| 827  | 797  | 780  | 670  | 651  | 642  | 591  | 612  | 698  |

| 1962 | 1968 | 1975 | 1982 | 1990 | 1999  | 2006  | 2007  | 2012  |
| ---- | ---- | ---- | ---- | ---- | ----- | ----- | ----- | ----- |
| 733  | 746  | 706  | 814  | 985  | 1 203 | 1 383 | 1 409 | 1 607 |

| 2017  | 2022  | - | - | - | - | - | - | - |
| ----- | ----- | - | - | - | - | - | - | - |
| 1 782 | 1 952 | - | - | - | - | - | - | - |

## Économie
La commune a encore quelques commerces de détail, des cafés-restaurants et une pizzeria.

### Agriculture

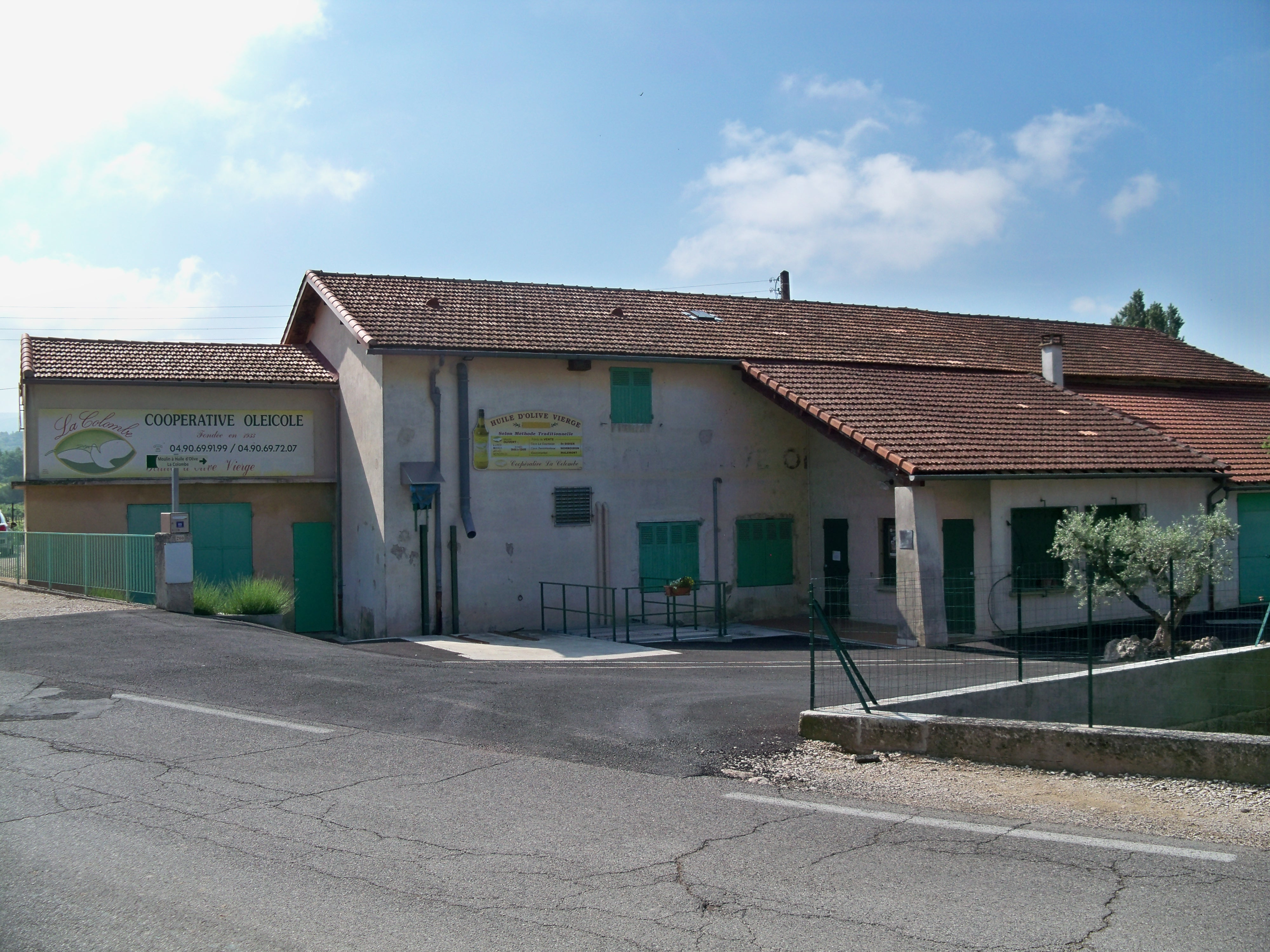
Coopérative oléicole.

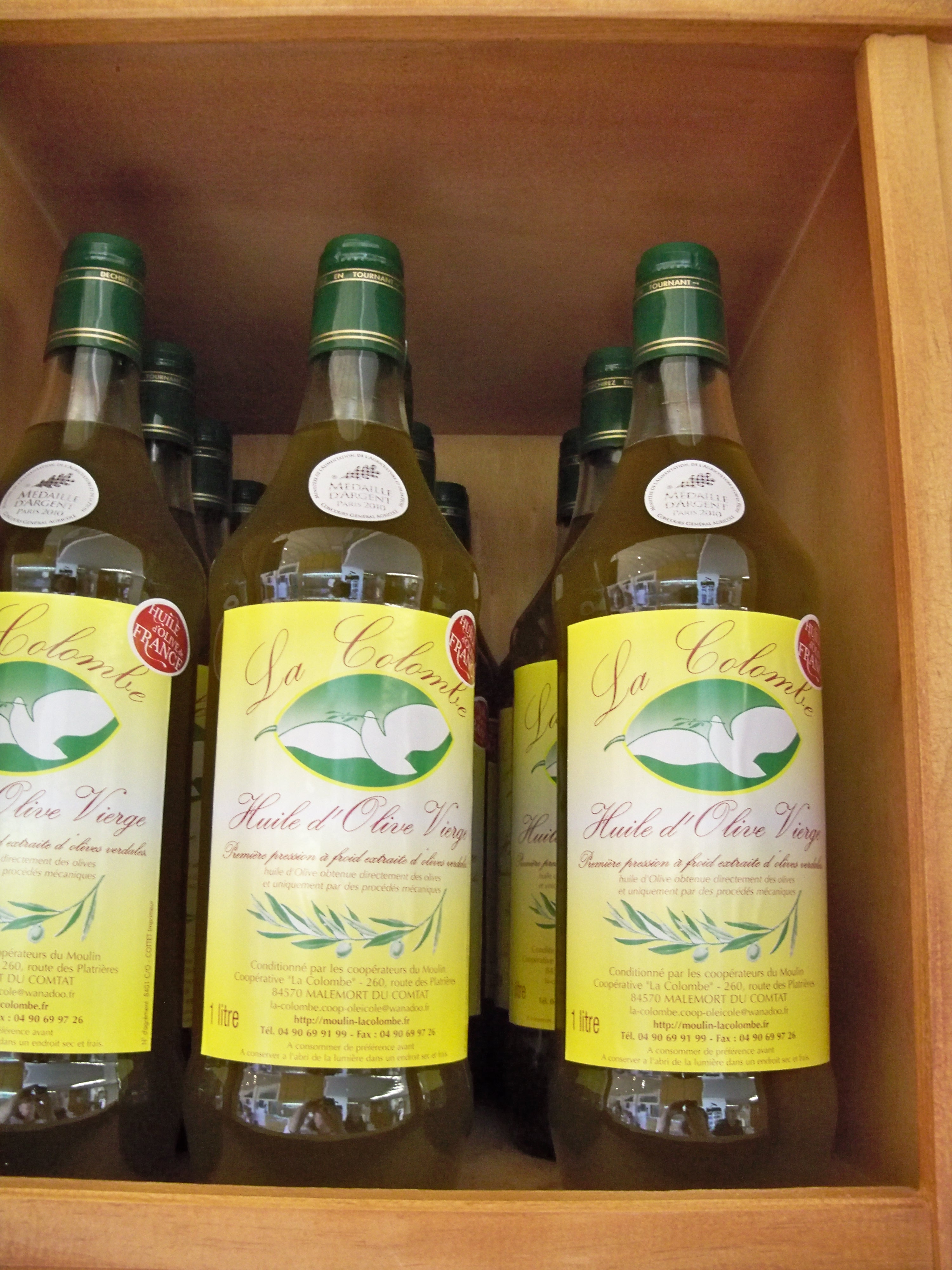
Huile d'olive du Moulin du Colombier.

Les nombreuses vignes constituent une importante ressource économique de la zone et donnent naissance au vin AOC ventoux (anciennement côtes-du-ventoux). On peut aussi noter des cultures fruitières sur la commune comme la culture des cerisiers ou des oliviers. Les propriétaires d'oliviers se sont regroupés dans une coopérative, le Moulin du Colombier qui assure à la fois l'extraction, le conditionnement et la commercialisation de l'huile d'olive.
Cette coopérative agricole oléicole, située route de Blauvac a été construite en 1933.

### Tourisme
Pour l'accueil des touristes, la commune dispose de gites, locations vacances et d'un camping.

## Vie locale
La Fête de la cerise se déroule le dernier dimanche de juin.

### Enseignement
Les enfants de la commune sont accueillis dans un groupe scolaire (écoles maternelle et primaire), une crèche et une cantine scolaire. Les collèges, lycées (classique ou d'enseignement professionnel) se trouvent sur Mazan ou Carpentras.

### Sports
Le village comporte diverses associations dont certaines à vocation sportive, pour la pratique de la randonnée pédestre, le judo (avec salle de judo), la gymnastique ou encore le tennis.
De plus, le cadre des monts de Vaucluse et des proches gorges de la Nesque sont propices aux randonnées pédestres, cyclotouristiques, VTT et moto, ainsi qu'à la pratique de l'escalade.

### Santé
Pas de pharmacie mais un pôle santé avec un médecin, des infirmières et un kinésithérapeute. Le village dispose également d'un dentiste et d'un orthophoniste. Les autres spécialistes, hôpitaux et cliniques se trouvent sur Carpentras.

## Lieux et monuments

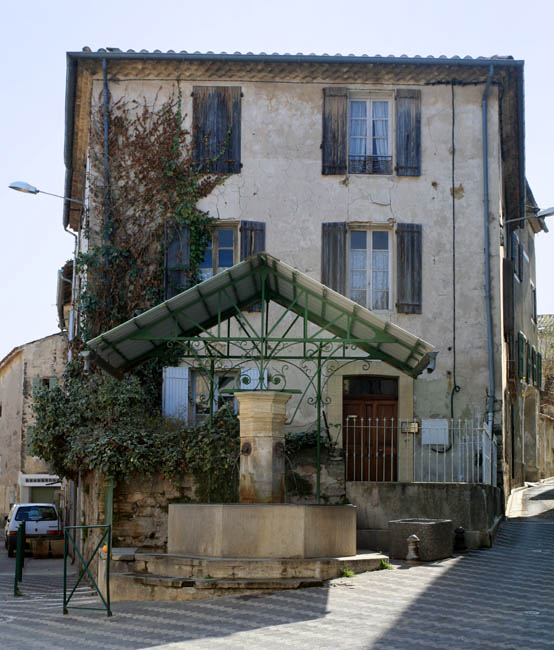

- Le Château Saint-Félix, ancienne résidence d'été des Évêques de Carpentras. C'est le roi Charles qui, dans une charte de 867, fait donation à Jean, évêque de Carpentras, de divers biens sur le territoire de Malemort. Cette charte marque le début de la seigneurie des évêques de Carpentras sur le territoire du village (voir plus bas), emprise féodale qui durera neuf siècles jusqu'à la Révolution. Selon les actes administratifs, les évêques sont appelés seigneurs, barons de Malemort ou encore seigneurs spirituels et temporels. Jusqu'au XVIIIe siècle, ces derniers rendaient, à chaque nomination, hommage au pape, suzerain temporel, pour la seigneurie de Malemort (voir l'ouvrage de Daniel Pleindoux Le Village des Rouges du Midi).
- La fontaine de la Grand-Porte propriété de la commune, datée de 1789 et inscrite monument historique par arrêté du 28 octobre 1949[29].
- Les autres fontaines et lavoirs que l'on trouve dans le village et ses environs.
- L'ancienne Porte de la ville.
- L'Autel pré-roman découvert à Saint-Antonin, déplacé et exposé en partie dans la mairie[16].
  -     - Le mobilier de l'église Notre-Dame-du-Calvias comporte plusieurs éléments dont : 
      - Un ensemble de six statues en bois doré intitulées : «présentation de Jésus au temple » (de Jérusalem). Avec La Sainte  Vierge, Saint Joseph, Sainte Élisabeth (tenant Saint Jean Baptiste dans les bras), Zacharie en habit de grand prêtre, Anne la prophétesse, et Jésus, "le sauveur du monde" placé tout en haut du retable. L'ensemble est attribué au célèbre sculpteur de Mazan, Jacques BERNUS (1680 - 1728).
      - Un maître Autel et un retable en bois doré, datés de 1746  tous deux sont classés aux monuments historiques. Ils ont été sculptés par les successeurs de Jacques BERNUS, (son frère Joseph ou son neveu Philippe). Ils proviennent de la chapelle de Notre Dame de Sainte Garde des Champs de St Didier. Ils furent sauvés des pillages et de la destruction des églises durant la période révolutionnaire en étant caché dans du foin par un particulier. Le bâtiment de Sainte Garde ayant été transformé  en verrerie après la Révolution, ils ne furent jamais réintégrés à la chapelle. L'ensemble fut vendu à Malemort en 1802  par le particulier de St Didier (qui les avait cachés dans du foin),  pour remplacer le mobilier d’origine entièrement disparu au moment de sa fermeture en 1795.

    - En 1812, par commande aux ateliers BERNUS, le Maître Autel fut complété de 2 étages supplémentaires ainsi que d'éléments décoratifs au-dessus du tabernacle. Ces éléments sont des représentations animalières des évangiles.  L’aigle représente St Jean. Le lion représente St Marc. Le taureau, St Luc et enfin l’homme métamorphosé en ange, St Mathieu.

## Personnalités liées à la commune
Les évêques de Carpentras. Quatre-vingt-dix évêques ont occupé le siège épiscopal de Carpentras, parmi lesquels de nombreuses personnalités italiennes dont Giuliano della Rovere, Jacopo Sadoleto, d'autres d'origine française Jean Roger de Beaufort, Guillaume de Lestranges, Joseph-Dominique d'Inguimbert, né et décédé à Carpentras.
Félix Gras, poète et écrivain (1844-1901), né à Malemort-du-Comtat. Auteur du livre, Les Rouges du midi.